# Хижняковка (Полтавская область)
Хижняковка (укр. Хижняківка) — село,
Малобудищанский сельский совет,
Зеньковский район,
Полтавская область,
Украина.
Код КОАТУУ — 5321383604. Население по переписи 2001 года составляло 3 человека.

## Географическое положение
Село Хижняковка находится на правом берегу старицы Соломяник реки Ворскла,
выше по течению на расстоянии в 1 км расположено село Глинское,
ниже по течению на расстоянии в 2 км расположено село Яблочное.

## История
Есть на карте 1869 года как хутор Ижняки